# 国务院办公厅秘书二局
国务院办公厅秘书二局是中华人民共和国国务院办公厅内设的一个职能局。
国务院办公厅秘书二局负责办理发展改革、工业和信息化、财政、人力资源和社会保障、国土资源、环保、住房和城乡建设、交通运输、铁道、水利、农业、商务、银行、审计、国资监管、海关、税务、工商管理、质量监督、检验检疫、统计、林业、旅游、气象、证券、保险、电力监管、扶贫、供销、贸促及港澳经济等方面的文电、会务和督查调研工作。

## 历任领导

### 历任局长
- 石秀诗（1993年 - 1996年）

### 历任副局长
- 石秀诗（1988年 - 1993年）
- 多杰热旦（1998年5月至1998年12月）
- 郭向远（1996年至2000年）

## 工作职能
国务院办公厅秘书二局主要负责办理以下方面的文电、会务和督察工作：
- 发展改革
- 工业和信息化
- 财政
- 人力资源和社会保障
- 自然资源
- 生态环境
- 住房和城乡建设
- 交通运输
- 水利
- 农业农村
- 商务
- 审计
- 国资监管
- 海关
- 税务
- 市场监管
- 统计
- 气象
- 供销
- 贸促及港澳经济